# Chiesa di San Bartolomeo Apostolo (Tramonti)
La chiesa di San Bartolomeo Apostolo è una chiesa cattolica nella frazione Novella di Tramonti

## Storia

### Originaria chiesa di San Bartolomeo
L'originaria chiesa di San Bartolomeo, della quale non si conosce il preciso anno di fondazione, è citata in un documento del 1301 riguardante alcuni suoi beni. Era ubicata più a monte nel casale di Novella, rispetto alla chiesa odierna. Monsignor Rossini in una visita pastorale del 1580 riporta l'esistenza di una confraternita del Santissimo Sacramento con sede presso l'altare maggiore.
Nel 1582 la chiesa crollò a causa di un'alluvione e la sede parrocchiale venne spostata nella cappella della confraternita dei santi Francesco e Antonio, come riportato da monsignor Rossini nel 1593.

#### La cappella della confraternita
Il terreno dove venne eretta la cappella della confraternita dei santi Francesco e Antonio era di proprietà del monastero di san Lorenzo di Amalfi dove le monache avevano costruito una cappella, insieme ad alcune case e qui svolgevano attività agricole. Il 13 febbraio 1514 alcuni uomini di Novella comprarono del monastero il suddetto terreno per costruire una nuova cappella per dare sede alla confraternita, che intitolarono prima a san Francesco e poi anche a sant'Antonio.

### Spostamento della sede parrocchiale nella Chiesa della confraternita
In seguito al crollo della chiesa parrocchiale, il parroco del tempo portò il Santissimo Sacramento nella chiesa della confraternita con la speranza che fosse presto ricostruita, ciò non avvenne a causa dell'esiguo numero degli abitanti e della povertà che gravava su di loro . Tra il 1593 e il 1600 la chiesa fu ricostruita più a valle (molto probabilmente la costruzione della nuova chiesa fu un ampliamento della cappella della confraternita, dove ormai risiedeva la parrocchia a seguito del crollo della chiesa più antica). Nel 1614 Mons. Rossini riporta, infatti, nella chiesa parrocchiale, l'esistenza di una nuova confraternita intitolata ai santi Francesco e Antonio. La nuova chiesa era ben amministrata e le sue suppellettili ottime, come riporta Mons. Pichi in una visita del 1620, fino al 1709 quando Mons. Michele Bologna riporta che la chiesa era in condizioni precarie e alcuni dei suoi altari vennero interdetti, tra i quali anche l'altare maggiore.

### Soppressione e ripristino della sede parrocchiale
Nel 1841 l'arcivescovo di Amalfi Mons. Mariano Bianco scrive a Gregorio XVI quanto segue:
L'Arcivescovo di Amalfi ossequiosamente espone che sulla montagna in Novella di Tramonti, luogo di sua Diocesi, esiste la Parrocchia di S. Bartolomeo soppressa da molti anni per mancanza di congrua, la qual Chiesa al presente ha l'annua rendita di circa Ducati ventinove, liberi di ogni peso, bensì vi sia speranza di ottenere un legato di ducati quaranta lasciato in testamento, quali uniti ascenderebbero a Ducati sessantanove è appena potrebbero essere sufficienti per le spese di culto e manutenzione della Chiesa. Non essendovi in detto villaggio Sacerdote di altro villaggio, neppure confessore per assistere in qualche modo a questa Chiesa, essendovi già li pesi di questa Parrocchia un legato di Messe che ascende a Ducati trentadue: supplica la S. V. a volersi degnare di ridurre queste Messe il numero di due al mese e condonare l'arretrato di più anni affinché possa darsi un compenso a qualche Sacerdote di alieno Paese, onde quelle povere anime siano assistite con maggiore impegno, giacché non può stabilirsi un Parroco permanente.»
(Documento dell'archivio parrocchiale di Novella riportato da  Antonio Gallo, Un' idea di vita, 2007,  p. 51.)
Come riporta l'arcivescovo, nel 1841, la parrocchia era già soppressa da diverso tempo per mancanza di congrua da versare al Parroco e per questo rimase unita alla vicina parrocchia di Sant'Erasmo di Pucara fino al 1883, quando Mons. Francesco Antonio Maiorsini, a seguito di una visita pastorale, nonostante la chiesa non fosse in ottime condizioni, ripristinò il titolo parrocchiale e comandò l'esecuzione di alcuni interventi restauro.

### Gli interventi di restauro
Alcuni interventi di restauro furono eseguiti nel 1890, in particolare presso l'altare di sant'Antonio.
Nel 1919 furono realizzati gli affreschi della volta.
Negli anni 90 fu realizzato il nuovo presbiterio, rimuovendo gli scalini dell'antico altare del XVIII secolo e installando un nuovo altare in marmo dotato di un paliotto decorato in bassorilievo.
Nel 2002 con l'aiuto dei fedeli e della CEI furono eseguiti lavori di restauro e consolidamento e nel 2012 furono consolidate le coperture esterne.

## Descrizione
La chiesa di San Bartolomeo Apostolo è ubicata sulla sommità di una collina nella frazione di Novella nel comune di Tramonti.

### Esterno
La facciata è divisa in due registri in stile rinascimentale con inserimenti barocchi al di sopra del portale in legno è raffigurato un affresco in una cornice di stucco.
Nel secondo registro a sinistra della finestra che sovrasta il portale, è inserita la cella campanaria.

### Interno
L'interno è a una sola navata con volta a botte interamente decorata con stucchi barocchi, ai lati sono inserite quattro cappelle con altari marmorei. Il presbiterio è sormontato da una cupola.